# Czarne (powiat Gołdapski)
Czarne (Duits: Czarnen; 1938-1945: Scharnen) is een plaats in het Poolse woiwodschap Ermland-Mazurië, in het district Gołdapski. De plaats maakt deel uit van de gemeente Dubeninki en telt 47 inwoners.